# Emendacja
Emendacja (łac. emendatio, usunięcie błędu, korekta) – termin z krytyki tekstu; poprawka, wprowadzona przez tekstologa w procesie ustalania tekstu dzieła literackiego, oparta na dokumentach (materiały biograficzne, listy, zachowane bruliony, w przypadku dzieł tłumaczonych – oryginalne wydania dzieł) lub innych przesłankach, które uprawniają do ingerencji w tekst autorski. 